# Palau de Santa Eulàlia
Palau de Santa Eulàlia (em catalão e oficialmente) ou Palau de Santa Eulalia (em castelhano) é um município da Espanha na comarca de Alt Empordà, província de Girona, comunidade autónoma da Catalunha. Tem 8,4 km² de área e em 2021 tinha 111 habitantes (densidade: 13,2 hab./km²).

## Demografia
| Variação demográfica do município entre 1991 e 2004[carece de fontes?] | Variação demográfica do município entre 1991 e 2004[carece de fontes?] | Variação demográfica do município entre 1991 e 2004[carece de fontes?] | Variação demográfica do município entre 1991 e 2004[carece de fontes?] |
| ---------------------------------------------------------------------- | ---------------------------------------------------------------------- | ---------------------------------------------------------------------- | ---------------------------------------------------------------------- |
| 1991                                                                   | 1996                                                                   | 2001                                                                   | 2004                                                                   |
| 81                                                                     | 94                                                                     | 80                                                                     | 84                                                                     |